# A Manual Dexterity: Soundtrack Volume 1
A Manual Dexterity: Soundtrack Volume 1 è il primo album da solista di Omar Rodríguez-López registrato nel 2001, ed è la prima parte della colonna sonora di un film dello stesso artista non ancora uscito. In questo album Rodriguez-Lopez, oltre a suonare la chitarra, suona anche basso, percussioni, e vari strumenti elettronici. Al lavoro partecipano anche qualche componente dei Mars Volta e altri musicisti, ma i brani sono tutti composti interamente da lui.

## Tracce
1. Around Knuckle White Tile – 7:16
2. Dyna Sark Arches – 4:38
3. Here the Tame Go By – 5:11
4. Deus Ex Machina – 5:03
5. Dramatic Theme – 7:16
6. A Dressing Failure – 2:54
7. Sensory Decay Part II – 6:04
8. Of Blood Blue Blisters – 4:53
9. Dream Sequence – 6:11
10. The Palpitations Form a Limit – 3:22

## Musicisti

### Artista
- Omar Rodríguez-López - chitarra, basso, percussioni

### Altri musicisti
- Cedric Bixler-Zavala - voce, percussioni
- John Frusciante - chitarra
- Blake Fleming - batteria
- Isaiah Ikey Owens - pianoforte
- Sara Christina Gross - sassofono
- Andrew Sheps - tromba